# Janusz Adamiec (naukowiec)
Janusz Marek Adamiec – polski naukowiec, od 25 lutego 2019 roku profesor nauk technicznych. W 1995 roku ukończył Politechnikę Śląską na wydziale Inżynierii Materiałowej, Metalurgii, Transportu i Zarządzania.

## Życiorys
W 1995 roku ukończył Politechnikę Śląską na wydziale Inżynierii Materiałowej, Metalurgii, Transportu i Zarządzania. W 2011 został doktorem habilitowanym, a w 2019 - profesorem nauk technicznych. W latach 2022-2024 pełnił funkcję prodziekana ds, Współpracy i Rozwoju w Politechnice Śląskiej. Wg stanu na 15 września 2024 roku w dorobku profesora znajdowało się 249 publikacji. Był promotorem 5 rozpraw doktorskich. Jest autorem dwóch monografii oraz autorem lub współautorem 400 artykułów w zagranicznych i krajowych czasopismach. Wygłosił ponad 120 referatów.